# Marie Tekla Bittnerová
Marie Tekla Bittnerová, původně Marie Bittnerová z Glück(en)steinu (* 1675 Vídeň, † 4. prosince 1730 Brno) byla řeholnice z kláštera řádu františkánek v Brně, vyšívačka a malířka doby vrcholného baroka.

## Životopis
Jako žena pokročilého věku a pravděpodobně vdova v roce 1705 vstoupila do kláštera františkánek, respektive řeholních terciářek sv. Františka z Assisi v Brně při kostele sv. Josefa.. Její životní data a místa jsou zaznamenána v klášterním nekrologiu. Její přídomek z Glück(en)steinu či Klikensteinu není jasný, může svědčit o původu bavorském, slezském či slovenském. Archivní doklady dosud nejsou zcela prozkoumány.
Po dobu svého pobytu v klášteře tvořila rozměrné výšivky z pestrobarevných hedvábných nití s kovovými lamelkami, technikou malby jehlou na hedvábném rypsu a na plátně. Tváře některých postav a erby byly domalovány kvašem na pergamenu a přišity k podkladu.

## Dílo

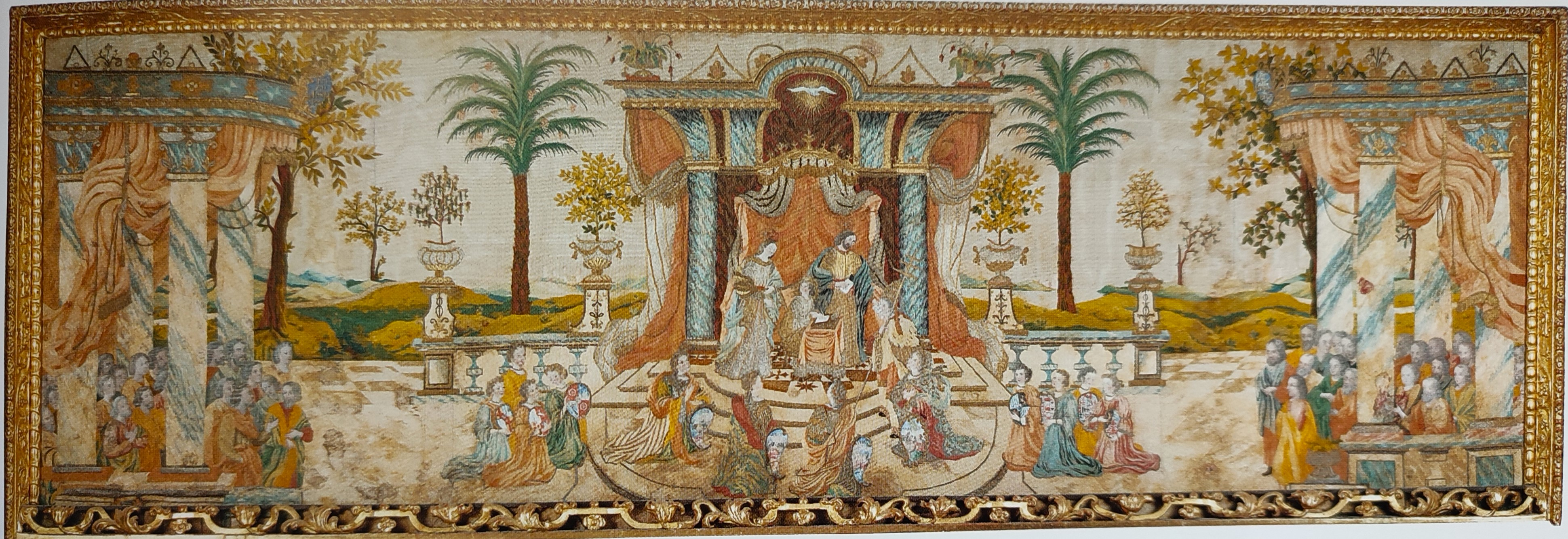
Antependium Hold Svaté rodině

Soubor parament se dochoval ve fondu Českomoravské provincie řádu voršilek v Brně a v Kutné Hoře. Obsahuje především kněžská roucha (kasule a pluviály) s figurální výšivkou na dorsálním kříži, jedno antependium a oltářní pokrývky. K nejvýznamnějším patříː
- Antependium se scénou Hold čtyř zemí Svaté říše římské a františkánského řádu Svaté rodině, dřevěný rám 96 x 290 cm, Brno 1710-1730; uprostřed pod baldachýnem dospívající chlapec Ježíš s Pannou Marií a svatým Josefem přijímají hold klečících postavː papeže, čtyř štítonošek se čtyřmi erby (horní Falce, Saska, Bavorska a Brunšviku-Lüneburgu), čtyř světadílů, v nichž působil františkánský řád, čtyř německých arcibiskupů s erby, čtyř abatyší brněnského kláštera počínaje zakladatelkou až po současnici, dále kléru a lidu.[6]

- Kasule se sv. Františkem z Assisi a sv. Petrem Kanisiem
- Kasule s Klaněním Tří králů
- Kasule se Sbíráním many nebeské na poušti